# Piazza Garibaldi (Nápoles)
La Piazza Garibaldi es una de las plazas más importantes de la ciudad de Nápoles, en Italia. Recibe el nombre del militar y político Giuseppe Garibaldi, cuyo monumento se alza en la zona oeste de la plaza. Con una superficie de 65.000 m² es la plaza más grande de la ciudad.

## Historia
Se encuentra en el límite de los barrios Pendino, Mercato, San Lorenzo y Vicaria. En 1866 se inauguró en uno de sus flancos la Estación de Nápoles Central, obra en estilo neorrenacentista del arquitecto Errico Alvino. Inicialmente se llamó Piazza della Stazione (Plaza de la Estación) o Piazza della Ferrovia (Plaza del Ferrocarril), mientras que en 1891 recibió el nombre de Piazza dell'Unità Italiana (Plaza de la Unidad Italiana).

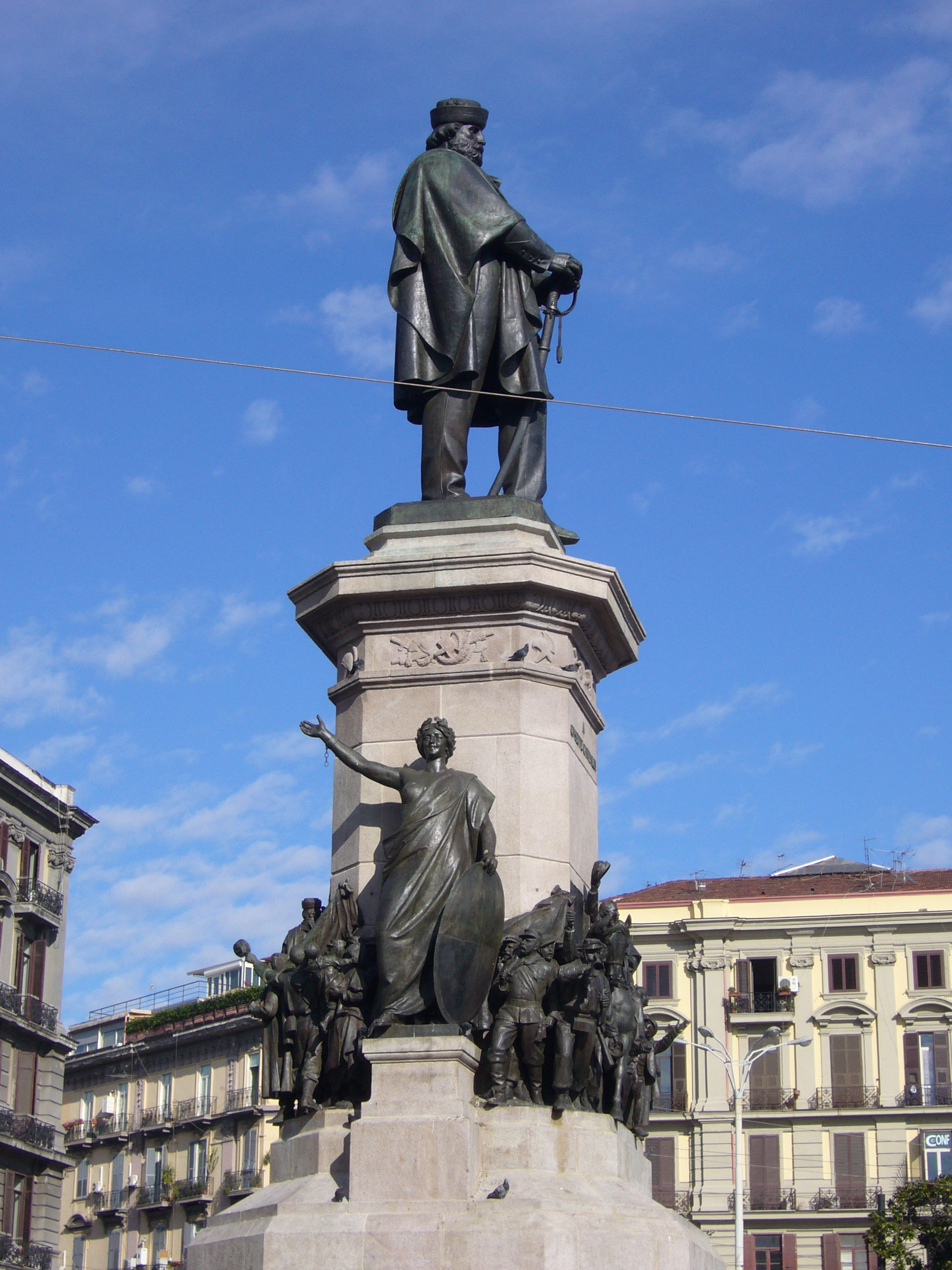
Monumento a Garibaldi que preside la plaza homónima.

En 1904 se inauguró el monumento a Giuseppe Garibaldi en el centro de la plaza (o sea en el lado izquierdo de la plaza actual) y, desde ese momento, la plaza fue dedicada a dicho personaje.

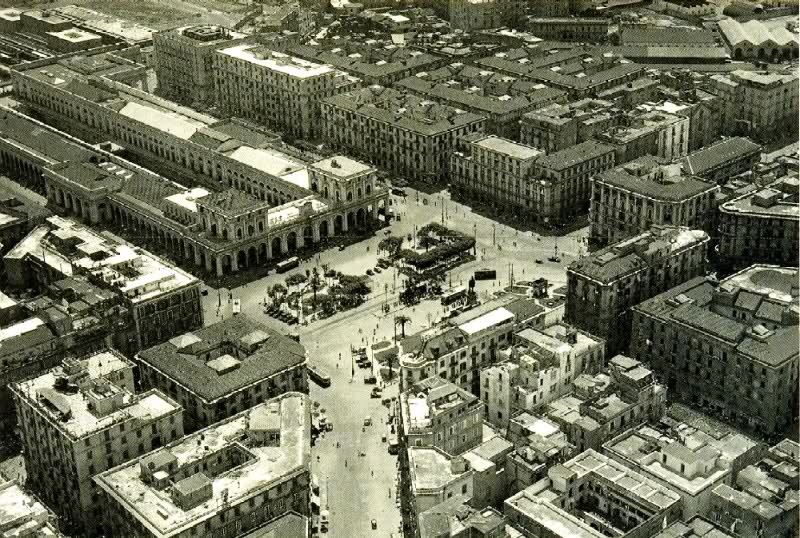
Piazza Garibaldi con el antiguo edificio de la estación flanqueado por las calles Via Indipendenza y Via Libertà, desaparecidas tras la ampliación de la plaza.

A mediados del siglo XX se derruyó la vieja estación, ampliando la plaza, y se construyó una nueva, obra de un equipo de arquitectos (Massimo Battaglini, Corrado Cameli, Carlo Cocchia, Giulio De Luca, Pier Luigi Nervi, Luigi Piccinato, Giuseppe Vaccaro y Bruno Zevi). Las obras terminaros en 1960, con la demolición de todas las viejas estructuras y una ulterior ampliación de la plaza, con la eliminación de las dos calles que flanqueaban el antiguo edificio, o sea Via Indipendenza y Via Libertà.
Aparte de situarse aquí la mayor estación de ferrocarril de Nápoles, la Piazza Garibaldi es un importante nudo de comunicación urbano al confluir la Línea 1 del metro de Nápoles, la Línea 2 (Servicio metropolitano F.S.), la Circumvesuviana y varias líneas de autobuses y tranvías, aparte del tráfico rodado particular. 
La plaza tiene interés arquitectónico por el edificio de la Estación Central (con su famoso techo en forma de pirámides), la estación Garibaldi de la Línea 1, con su imponente galería comercial subterránea, y  las fachadas de varias construcciones neoclásicas y modernistas, que albergan hogares privados, hoteles y oficinas. En la década de 2000 la plaza fue remodelada con un proyecto del arquitecto francés Dominique Perrault.

## Transporte
- Líneas ANM de autobús, tranvía y trolebús: 1, 2, 116, 130, 151, 169, 175, 191, 195, 196, 202, 254, C56, R2, R5, ALIBUS, N1, N3,  N5, 455, 460, 469, 472, 475;
- Metro de Nápoles L1, estación Garibaldi;
- Servicio metropolitano F.S. L2, estación Napoli Piazza Garibaldi;
- Ferrocarril Circumvesuviana, estación Napoli Garibaldi.